# Leiobunum calcar
Leiobunum calcar is een hooiwagen uit de familie Sclerosomatidae.